# Heptelia stripidea
Heptelia stripidea är en skalbaggsart som beskrevs av Brenske 1898. Heptelia stripidea ingår i släktet Heptelia och familjen Melolonthidae. Inga underarter finns listade i Catalogue of Life.